# 第64回ブルーリボン賞 (鉄道)

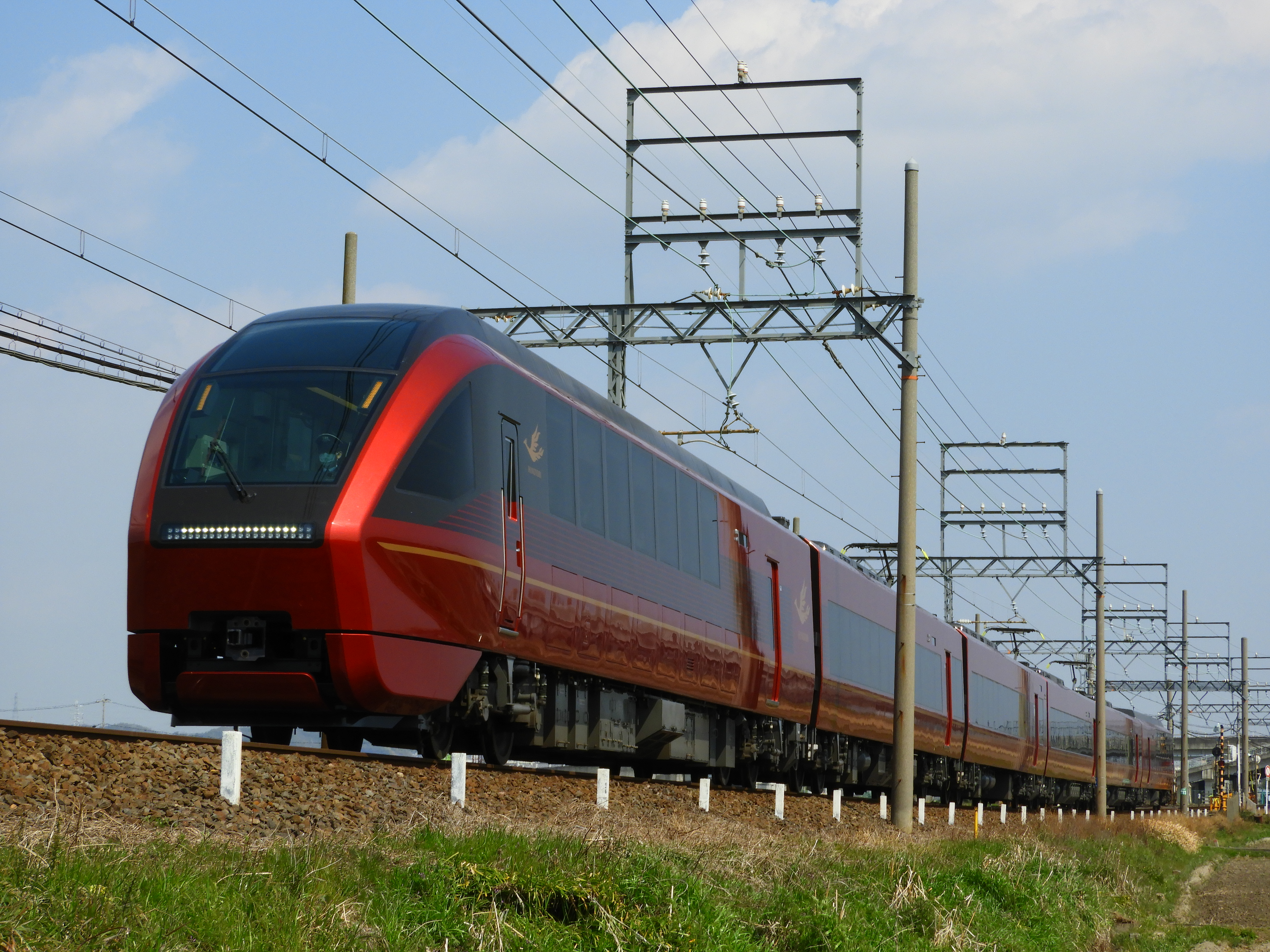
第64回ブルーリボン賞
近畿日本鉄道80000系電車

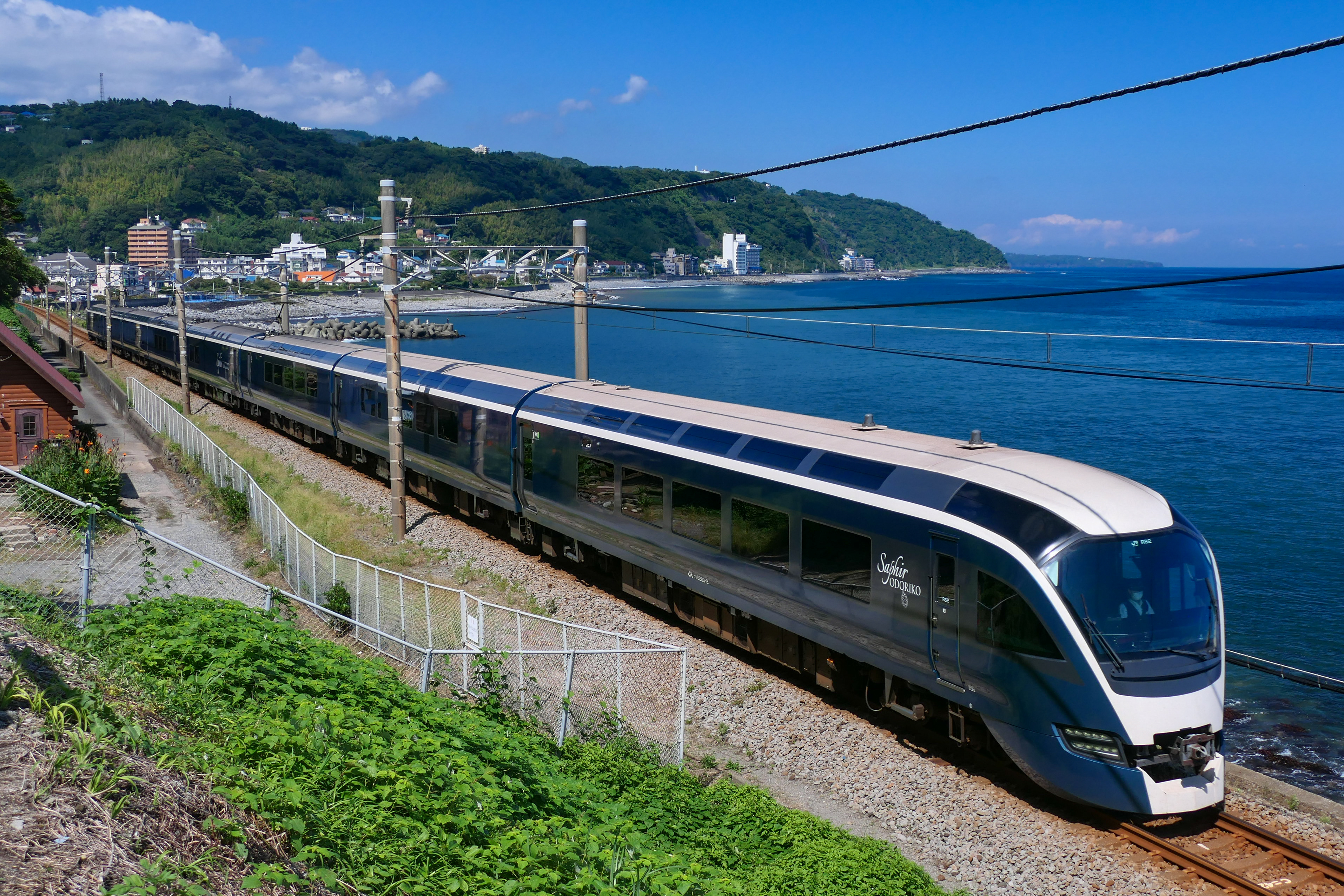
第61回ローレル賞
東日本旅客鉄道E261系電車

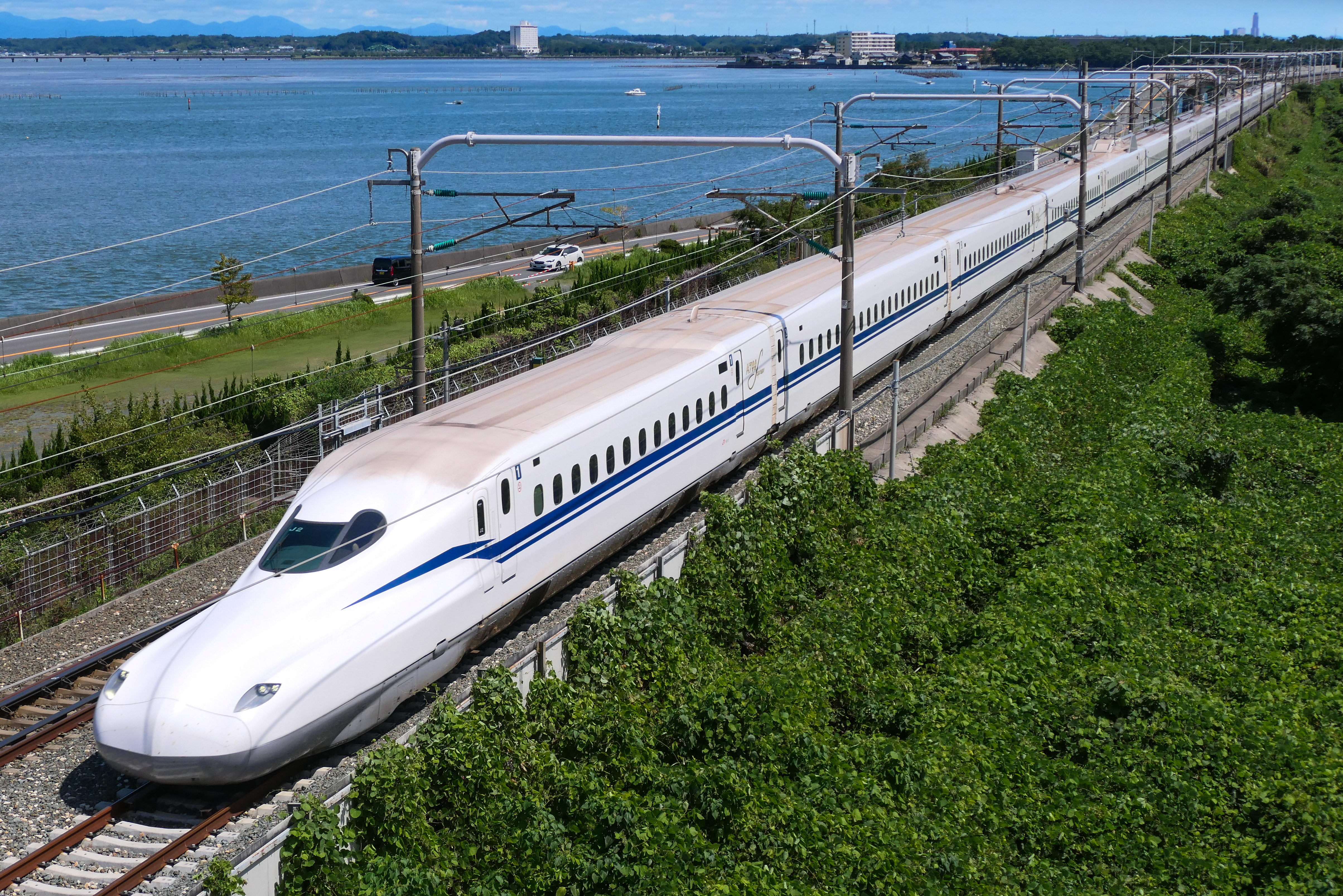
第61回ローレル賞
東海旅客鉄道N700S系新幹線電車

第64回ブルーリボン賞（だい64かいブルーリボンしょう）は、2021年に鉄道友の会が選定したブルーリボン賞である。本項では、第61回ローレル賞（だい61かいローレルしょう）についても併せて記す。

## 概要
日本国内で使用する鉄道・軌道車両のうち、2020年1月1日から12月31日までの間に日本国内で営業運転に就いた新形式車両またはそれとみなせる車両で、候補車両決定の時点で現に営業をしていることを概ねの要件とする選定候補車両16車種のなかから、ブルーリボン賞1形式、ローレル賞2形式が選定された。

## 選定車両

### ブルーリボン賞
- 近畿日本鉄道 80000系電車
  - 有効投票総数3508票のうち最高得票の1056票により選定[1]。

### ローレル賞
- 東日本旅客鉄道 E261系電車
- 東海旅客鉄道 N700S系新幹線電車

## 候補車両
鉄道友の会ブルーリボン賞・ローレル賞選考委員会が、候補車両とした16車種。
| 会社名             | 車両形式                                             |
| ------------------ | ---------------------------------------------------- |
| 北海道旅客鉄道     | キハ261系5000番台気動車                              |
| 舞浜リゾートライン | Type C                                               |
| 東日本旅客鉄道     | E261系電車                                           |
| 小田急電鉄         | 5000形電車                                           |
| 首都圏新都市鉄道   | TX-3000系電車                                        |
| 箱根登山鉄道       | ケ10形・ケ20形客車                                   |
| しなの鉄道         | SR1系電車                                            |
| 東海旅客鉄道       | N700S系新幹線電車                                    |
| 西日本旅客鉄道     | 271系電車                                            |
| 西日本旅客鉄道     | 117系7000番台電車                                    |
| 近畿日本鉄道       | 80000系電車                                          |
| 近畿日本鉄道       | 20000系電車（リニューアル車）                        |
| 広島高速交通       | 7000系電車                                           |
| 四国旅客鉄道       | キハ185系気動車「志国土佐 時代の夜明けのものがたり」 |
| 九州旅客鉄道       | YC1系気動車                                          |
| 九州旅客鉄道       | 787系電車「36ぷらす3」                               |